# Субиабре, Иан
Иан Мартин Субиабре (исп. Ian Martín Subiabre; родился 1 января 2007, Комодоро-Ривадавия) — аргентинский футболист, вингер клуба «Ривер Плейт».

## Клубная карьера
Воспитанник аргентинской команды КАИ, в 2022 году Субиабре отправился в аренду в «Ривер Плейт», после которой присоединился к клубу на постоянной основе. 1 февраля 2024 года он дебютировал за «Ривер Плейт», выйдя на замену в матче Кубка Профессиональной лиги Аргентины против «Барракас Сентраль». 31 мая 2024 года в матче против «Депортиво Тачира» Субиабре дебютировал в Кубке Либертадорес.

## Карьера в сборной
Выступал за сборную Чили до 17 лет и за сборную Аргентины до 17 лет.